# حلقة غير تبادلية
في الرياضيات، وبالتحديد في الجبر التجريدي، حلقة غير تبادلية (بالإنجليزية: Noncommutative ring)‏ هي حلقة حيث لا تشترط في عملية الجداء (أي العملية الثانية المعرِّفة للحلقة) خاصية التبادلية.

## أمثلة
- حلقة المصفوفات معرفةً على مجموعة الأعداد الحقيقية هي حلقة غير تبادلية.